# Прапор Свердловської області

Прапор Свердловської області

Прапор Свердловської області є символом Свердловської області. Прийнято 6 травня 2005 року.

## Опис
Прапор Свердловської області являє собою прямокутне полотнище зі співвідношенням висоти до довжини 2:3, що складається із чотирьох горизонтальних смуг, зверху долілиць — білого (шириною в 7/20 від висоти полотнища), синього (шириною в 9/20 від висоти полотнища), білого (шириною в 1/20 від висоти полотнища) і зеленого (шириною в 3/20 від висоти полотнища) кольорів.